# Лукреція Борджіа (опера)
«Лукреція Борджіа» (італ. Lucrezia Borgia) — опера (мелодрама) на 2 дії з прологом італійського композитора Гаетано Доніцетті. Італійське лібрето написав Феліче Романі за мотивами однойменної п'єси Віктора Гюго. Прем'єра відбулася 26 грудня 1833 року в Мілані в театрі Ла Скала.

## Дійові особи
| Альфонсо д 'Есте, герцог Феррари                    | бас        |
| Лукреція Борджіа                                    | сопрано    |
| Маффі Орсіні                                        | контральто |
| Дженнаро                                            | тенор      |
| Йеппе Ліверотто                                     | тенор      |
| Дон апостилі Гацелла                                | бас        |
| Асканіо Петруччі                                    | баритон    |
| Олоферн Вителлоцци                                  | тенор      |
| Рустігелло, слуга Дона Альфонсо                     | тенор      |
| Губетто, слуга Лукреції                             | бас        |
| Астольфо, слуга Лукреції                            | тенор      |
| Княгиня Негроні                                     | без слів   |
| Дія відбувається в Венеції і Феррарі в XVI столітті |            |

## Лібрето

### Пролог

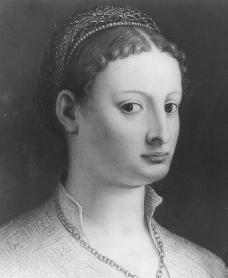
Лукреція Борджіа. Портрет невідомого автора

Тераса Палаццо Грімальді (династія) у Венеції. Нічний маскарад. На терасу, яка виходить на канал Джудекка, вибігає звеселена молодь — Ліверотто, Гацелла, Вителлоцци, Орсіні і Дженнаро. Вони останній день у Венеції, завтра вирушають в Феррару до двору герцога Альфонсо. За молоддю таємно спостерігає слуга Лукреції Губетта. Орсіні розповідає про вбивства та інші злочини, в яких звинувачують герцога і особливо його дружину Лукрецію Борджіа (Nella fatal di Rimini e memorabil guerra…). Друзі приходять до висновку, що за такі діяння вона гідна смерті. Молодь розходиться, лише Дженнаро засинає прямо на лаві на терасі.
На каналі з'являється гондола. Губетто допомагає вийти з неї дамі в масці. Це Лукреція Борджіа, вона шукає Дженнаро. З любов'ю дивиться вона на сплячого юнака. Це її син, який виховувався таємно і ніколи не знав і не бачив своєї матері (Com' ? bello! Quale incanto…). Здалеку за Лукрецією спостерігає її чоловік Дон Альфонсо зі своїм слугою Рустігелло. Герцог думає, що юнак — черговий коханець Лукреції, і наказує Рустігелло стежити за Дженнаро. Дженнаро прокидається. Він здивований увагою невідомої дами. Лукреція зізнається, що вона мати Дженнаро, але не називає свого імені. Дженнаро в захваті, він давно мріяв зустрітися з матір'ю (Di pescatore ignobile esser figliuol credei…). Повертаються друзі Дженнаро. Він представляє їх матері. Раптово Орсіні дізнається в незнайомці Лукрецію Борджіа і зриває з неї маску. Всі присутні кидають в обличчя герцогині звинувачення у вбивствах, називають імена загиблих людей. Лукреція в жасі закриває обличчя руками. Молодь йде, ведучи ридає Дженнаро. Лукреція в розпачі.

### Дія перша.
Картина перша. Площа у Феррарі. Натовп вітає герцога Альфонсо з поверненням. Але сам герцог не веселий. Він ревнує дружину до молодого, як він вважає, коханця і наказує Рустіджелло знайти спосіб знищити юнака, що прибув в Феррару (Vieni: la mia vendetta…). Герцог заходить до палацу. З одного з будинків виходить Дженнаро і його друзі. Після свята вони прощаються. Дженнаро, в якому борються почуття до матері і солідарність з друзями, вирішується на небезпечну витівку: він збиває з герба герцогині, зображеного на палаці, букву B, залишаючи від прізвища Borgia слово orgia (розпуста). З палацу показується Губетто. Всі розбігаються. Весь цей інцидент спостерігав Рустігелло. Він викликає начальника охорони Лукреції Астольфо і повідомляє, що престижу герцогині завдано збитків, за який покладається смертна кара, і що він знає винуватця. Астольфо викликає варту, і вони вирушають заарештувати Дженнаро.
Картина друга. У палаці Дону Альфонсо. Рустігелло доповідає герцогу, що Дженнаро заарештований. З'являється Лукреція. Вона скаржиться на образи, яким піддається в Феррарі, і вимагає, щоб винний у пошкодженні герба Борджіа був знайдений і страчений. Дон Альфонсо, повідомляє, що бажання герцогині вже задоволено, і наказує привести Дженнаро. Лукреція в жасі. Вона просить чоловіка пробачити злочинця, але герцог нагадує, що вона тільки що вимагала для винуватця смертної кари, і наполягає на тому, щоб відплата здійснилося, і наказує відвести Дженнаро назад до в'язниці. Після драматичного пояснення подружжя герцог оголошує, що згоден помилувати Дженнаро. Дженнаро знову приводять в зал, і герцог пропонує йому випити в честь примирення, наказавши Лукреції подати золоті кубки Борджіа (Guai se ti sfugge un moto…). Герцог йде. Лукреція пояснює синові, що в кубках Борджіа знаходиться отрута, і дає йому протиотруту, підтверджує, що любить його, і просить негайно покинути Феррару, щоб уникнути переслідувань герцога (Bevi e fuggi … te'n prego, o Gennaro…). У боротьбі почуттів Дженнаро знову перемагає любов до матері, він обіцяє поїхати, і Лукреція випускає його через потайні двері.

### Дія друга.
Картина перша. Провулок біля будинку Дженнаро. Рустігелло продовжує за вказівкою герцога стежити за Дженнаро. До будинку підходить Орсіні і стукає в двері. Відкриває Дженнаро. Орсіні запрошує друга на прощальний бал карнавалу у княгині Негроні. Дженнаро каже, що обіцяв матері негайно виїхати. Орсіні сміється над його послухом. Зрештою Дженнаро вирішує взяти участь у святі, а вранці виїхати. Разом з Орсіні він іде. Рустігелло, який чув вся цю розмова, поспішає до палацу, щоб про все розповісти герцогу.
Картина друга. Зал у палаці Негроні. Орсіні і Дженнаро приєднуються до веселощів. До зали заходить Губетта. Від імені грецького негоціанта він привіз благородному товариству Сіракузьке вино. Молодь із захопленням приймає подарунок і наповнюють кубки. Орсіні співає застільну пісню (Il segreto per esser felici… ). Пісню перериває доноситься з вулиці спів каються ченців. Карнавал закінчено, починається Великий пост. Раптово Орсіні й іншим стає погано. Двері залу відкриваються і з'являється торжествуюча Лукреція. Вона не пробачила Орсіні і компанію за образи, і заготувала для них отруєне вино. Раптом Лукреція зауважує серед гостей і Дженнаро. Вона просить, щоб син взяв протиотруту, але його жахають злочини матері (Tu pur qui? non sei fuggito?… ), він відмовляється від протиотрути і вмирає. Герцог Альфонсо прийшов подивитися на смерть Дженнаро від руки Лукреції. Від Рустігелло він знав, що Дженнаро візьме участь у святі, але не попередив дружину. Лукреція відкриває правду — Дженнаро її син (Era desso il figlio mio… ), але й він став її жертвою. Лукреція без почуттів падає на тіло сина.

## Дискографія
- М. Кабальє, Ж.Бербье, Х. Каррерас, Р.Суайе, Е.Серра, Г.Дворчак. Диригент Р.Джованінетті/Барселона Liceu 19.12.1970
- Дж. Сазерленд, Ю.Туранжо, Дж. Александер, Л.Квіліко. диригент Р.Бонінг/Ванкувер Queen Elizabeth Theatre 26.10.1972
- Л. Генджер, Т. Троянос, Х.Каррерас, М.Манугуерра, П.ді Пальма, Н.Дзаккарія. Диригент Н.Решіньо/Даллас 6.11 1974
- Дж. Сазерленд, М.Дюпі, А.Краус, М.Пертузі, П.ді Пальма. Диригент Р.Бонінг/Париж, Театр Єлисейських Полів 17.6.1989 (in-house)
- Р. Флемінг, С.Ганассі, М.Джордані, М.Пертузі. Диригент Дж. Джельметті/Ла Скала 6.7.1998
- Е.Груберова, Е.Подлещ, Х.Брос, и.д ' Арканжело, Р.Аккурсо. Диригент Стефан Антон Рек/Барселона Liceu 26.2.2008
- Е. Груберова, С. Тро Сантафе, Й. Броз. Диригент Андрій Юркевич/Кельн, Концертне виконання червня 2010 року, оркестр WDR, хор Кельнської опери